# Margildis Schlüter
Margildis Schlüter (* 25. Juni 1920; † 2. März 1997) war eine deutsche Klassische Archäologin und Numismatikerin.

## Leben und Wirken
Margildis Schlüter studierte Klassische Archäologie an der Universität Bonn. Dort wurde sie im Dezember 1945 mit der Dissertation Studien zum Archelaosrelief. Späthellenistische Musengruppen bei Ernst Langlotz promoviert. Am 1. November 1956 wurde sie die erste hauptamtliche Numismatikerin am Kestner-Museum in Hannover. Zu dieser Zeit war die Ägyptologin Irmgard Woldering die erste weibliche Leiterin des Museums, zudem waren zu Beginn der 1960er Jahre, für westdeutsche Verhältnisse überaus ungewöhnlich, auch die beiden anderen Kuratorenstellen mit Frauen, Christel Mosel (Kunsthistorikerin und Spezialistin für Glas und Silber) sowie Ruth Grönwoldt (Kunsthistorikerin und Textilexpertin), besetzt. Zum  30. März 1981 trat sie in den Ruhestand. 1985 wurde Frank Berger Nachfolger auf der numismatischen Kuratorenstelle.
Als Kuratorin der Hannoverschen Münzsammlung widmete sich Schlüter der ganzen Bandbreite der Numismatik, darüber hinaus aber auch der bedeutenden Antikensammlung des Museums, vor allem in der Zeit, als die anderen Kuratorinnen eine andere wissenschaftliche Ausrichtung hatten. So bearbeitete sie beispielsweise die Gemmensammlung des Museums für den von Peter Zazoff herausgegebenen Gesamtkatalog der antiken Gemmen in den großen deutschen Sammlungen.
Schlüter wurde in dem Familiengrab auf dem Waldfriedhof im Bad Honnefer Stadtteil Rhöndorf beigesetzt.

## Publikationen (Auswahl)
- Studien zum Archelaosrelief. Späthellenistische Musengruppen. Ungedruckte Dissertation, Bonn 1945.
- Griechische Münzen (= Kataloge der Münzsammlung des Kestner-Museums Hannover, Band 2), Kestner-Museum, Hannover 1958.
- Goldmünzen der römischen Kaiserzeit (= Kataloge der Münzsammlung des Kestner-Museums Hannover, Band 2), Kestner-Museum, Hannover 1964 [2. Auflage 1967].
- Niedersächsische Brakteaten der Hohenstaufenzeit (= Kataloge der Münzsammlung des Kestner-Museums Hannover, Band 3), Kestner-Museum, Hannover 1967.
- mit Gertrud Platz-Horster und Peter Zazoff: Antike Gemmen in Deutschen Sammlungen. Band IV. Hannover und Hamburg. Franz Steiner Verlag, Wiesbaden 1975, ISBN 3-515-01921-9.[2]
- mit Peter Munro und Helga Hilschenz: Jahrtausende unter einem Dach. Das Kestner-Museum Hannover. Hannoversche Allgemeine Zeitung/Madsack, Hannover 1978.
- Münzen und Medaillen zur Reformation (16. bis 20. Jahrhundert) aus dem Besitz des Kestner-Museums Hannover. Sonderausstellung des Kestner-Museums Hannover zum 500. Geburtstag von Martin Luther vom 19. Mai bis 25. Juli 1983. Kestner-Museum, Hannover 1983, ISBN 3-924029-00-8.